# Негорельский поссовет
Негоре́льский поссовет (бел. Негарэльскі пассавет) — упразднённая административно-территориальная единица в составе Дзержинского района Минской области Белоруссии. Административный центр — городской посёлок Негорелое.

## История
Негорельский сельсовет был образован 20 августа 1924 года в составе Койдановского района Минского округа с центром в деревне Рудня. 29 октября того же года административный центр был перенесён в деревню Негорелое. 15 марта 1932 года Койдановский район был преобразован в Койдановский польский национальный район, 29 июня того же года район был переименован в Дзержинский. 23 марта 1932 года сельсовет был преобразован в Негорельский польский национальный сельсовет. 14 мая 1936 года Негорельский польский национальный сельсовет вновь преобразован в Негорельский сельсовет. 31 июля 1937 года район был упразднён, а сельсовет был передан в состав Минского района. 27 февраля 1938 года сельсовет был преобразован в поселковый совет. 4 февраля 1939 года сельсовет был передан в состав восстановленного Дзержинского района.
30 октября 2009 года в состав Негорельского сельсовета переданы все населённые пункты — деревни Адасевщина, Гарбузы, Колодники, Комаровщина, Каменка, Клочки, Мостище, Мельковичи, Микуличи, Пожежино, Павловщина, Рудня, Старина, Чурилы и посёлки Клочки, Негорелое — ликвидированного Негорельского поссовета.

## Состав поссовета
| №   | Название    | (бел. )      | Статус  | Население (2009) |
| --- | ----------- | ------------ | ------- | ---------------- |
| 1.  | Адасевщина  | Адасеўшчына  | деревня | 5                |
| 2.  | Гарбузы     | Гарбузы      | деревня | 342              |
| 3.  | Каменка     | Каменка      | деревня | 56               |
| 4.  | Клочки      | Клачкі       | посёлок | 149              |
| 5.  | Клочки      | Клачкі       | деревня | 143              |
| 6.  | Колодники   | Калоднікі    | деревня | 139              |
| 7.  | Комаровщина | Камароўшчына | деревня | 27               |
| 8.  | Мельковичи  | Мелькавічы   | деревня | 24               |
| 9.  | Микуличи    | Мікулічы     | деревня | 92               |
| 10. | Мостище     | Масцішча     | деревня | 43               |
| 11. | Негорелое   | Негарэлае    | посёлок | 982              |
| 12. | Павловщина  | Паўлаўшчына  | деревня | 28               |
| 13. | Пожежино    | Пажэжына     | деревня | 4                |
| 14. | Рудня       | Рудня        | деревня | 388              |
| 15. | Старина     | Старына      | деревня | 22               |
| 16. | Чурилы      | Чурылы       | деревня | 55               |

 административный центр сельсовета